# Giro di Lombardia 1982
Il Giro di Lombardia 1982, settantaseiesima edizione della corsa, fu disputata il 16 ottobre 1982, per un percorso totale di 248 km. Fu vinta in volata dall'italiano Giuseppe Saronni, giunto al traguardo con il tempo di 6h05'07" alla media di 40,754 km/h.
Presero il via da Milano 187 ciclisti, 44 di essi portarono a termine la gara.

## Ordine d'arrivo (Top 10)
| Pos. | Corridore                | Squadra        | Tempo   |
| ---- | ------------------------ | -------------- | ------- |
| 1    | Giuseppe Saronni         | Del Tongo      | 6h05'07 |
| 2    | Pascal Jules             | Renault        | s.t.    |
| 3    | Francesco Moser          | Famcucine      | s.t.    |
| 4    | Jean-Luc Vandenbroucke   | La Redoute     | s.t.    |
| 5    | Alfio Vandi              | Selle S. Marco | s.t.    |
| 6    | Gianbattista Baronchelli | Bianchi        | s.t.    |
| 7    | Jean-Marie Grezet        | Cilo-Aufina    | s.t.    |
| 8    | Hubert Seiz              | Cilo-Aufina    | s.t.    |
| 9    | Claude Criquielion       | Splendor       | s.t.    |
| 10   | Hennie Kuiper            | DAF Trucks     | s.t.    |